# Holland Park (Queensland)
Holland Park is een plaats in de Australische deelstaat Queensland en telt 8111 inwoners (2016).